# 142 Polana
142 Polana је астероид главног астероидног појаса са пречником од приближно 55,29 km.
Афел астероида је на удаљености од 2,747 астрономских јединица (АЈ) од Сунца, а перихел на 2,087 АЈ.
Ексцентрицитет орбите износи 0,136, инклинација (нагиб) орбите у односу на раван еклиптике 2,237 степени, а орбитални период износи 1372,980 дана (3,759 године).
Апсолутна магнитуда астероида је 10,27 а геометријски албедо 0,045.
Астероид је откривен 28. јануара 1875. године.